# Nolanville
Nolanville ist eine Stadt mit dem Status „City“ im Bell County im Bundesstaat Texas in den Vereinigten Staaten. Das U.S. Census Bureau hat bei der Volkszählung 2020 eine Einwohnerzahl von 5.917 ermittelt.

## Geographie
Die Stadt liegt am Nolan Creek und grenzt unmittelbar an das östlich gelegene Killeen und das westlich gelegene Belton. Temple befindet sich 25 Kilometer östlich und Waco rund 75 Kilometer nordöstlich. Der U. S. Highway 190 verläuft durch die südlichen Bezirke von Nolanville.

## Geschichte
Die Stadt am Nolan Creek wurde mit hoher Wahrscheinlichkeit nach dem Globetrotter Philip Nolan benannt und war eine der ersten Siedlungen im Bell County. Die Atchison, Topeka and Santa Fe Railway führte durch den Ort und zog  weitere Menschen an. Einen wirklichen Aufschwung erlebte der Ort jedoch erst Ende der 1960er Jahre mit dem Ausbau der Militärbasis von Fort Hood.
Heute ist Nolanville eine ruhige Wohngegend, insbesondere für junge Familien und Angehörige von Soldaten des nahen Fort Hood.

## Demografische Daten
1850 lebten 46 Personen in Nolanville.
Im Jahr 2012 wurde eine Einwohnerzahl von 4434 Personen ermittelt, was einer Zunahme um 106,2 % gegenüber dem Jahr 2000 entspricht. Damit hat sich die Einwohnerzahl innerhalb von 12 Jahren mehr als verdoppelt. Das Durchschnittsalter lag zu diesem Zeitpunkt mit 28,7 Jahren unterhalb des Wertes von Texas, der 30,8 Jahre betrug. 18 % der heutigen Bewohner gehen auf Einwanderer aus Deutschland zurück.